# Mohamed Mohamed (balonmanista)
Mohamed Habib Naser Mohamed, más conocido como Mohamed Mohamed, (7 de febrero de 2001) es un jugador de balonmano bareiní que juega de central. Es internacional con la selección de balonmano de Baréin.

## Palmarés internacional
| Campeonato Asiático | Campeonato Asiático | Campeonato Asiático | Campeonato Asiático |
| Año                 | Lugar               | Medalla             |                     |
| ------------------- | ------------------- | ------------------- | ------------------- |
| 2022                | Dammam              | Medalla de plata    |                     |
| 2024                | Baréin              | Medalla de bronce   |                     |
| Juegos Asiáticos    |                     |                     |                     |
| Año                 | Lugar               | Medalla             |                     |
| 2022                | Hangzhou            | Medalla de plata    |                     |